# Graf Porno und die liebesdurstigen Töchter
Graf Porno und die liebesdurstigen Töchter ist ein frühes deutsches Sexfilmlustspiel von 1969 aus der Alois-Brummer-Produktion.

## Handlung
Der alte Graf Garibaldus Porno von Gailsberg ist so pleite, dass er sogar den eigenen Diener um einen Tausender anhauen muss. Als er erfährt, dass die reiche, amerikanische Witwe Susan Paleface mit ihren wohlgeformten sechs Töchtern – alle unbemannt und im heiratsfähigen Alter – in Europa eingetroffen ist, steht daher sein Entschluss fest: Sein Sohn Peter soll unbedingt eine der ansehnlichen Damen heiraten, um auf diese Weise die Familie finanziell zu sanieren. Um die jungen Damen auf ihre sexuellen Fähigkeiten erst einmal auszutesten, geht Graf Peter mit jeder erst einmal ins Bett. Und natürlich verlieben sich alle dabei in den Schwerenöter. Doch ganz so einfach ist diese Angelegenheit nicht, denn jede dieser anziehenden Damen hat so ihre Eigenheit. Wie der Sohn, so auch der Vater: Der nämlich möchte auch nicht mehr solo bleiben und angelt sich derweil die reiche Witwe Susan Paleface, die er von früher kennt, ehe sie nach Amerika auswanderte und noch Susanne Petermann hieß…

## Produktionsnotizen
Graf Porno und die liebesdurstigen Töchter entstand im Herbst 1969 u. a. in München-Pasing, und wurde am 5. Dezember 1969 uraufgeführt. Nach Graf Porno und seine Mädchen… (1968) war dies der zweite Film mit der Figur „Graf Porno“, ehe die Reihe 1970 mit Graf Porno bläst zum Zapfenstreich ihren Abschluss fand. Der titelgebende Graf wird diesmal von Günther Hendel gespielt (der auch Sohn Peter spielte sowie Regie führte), während Rinaldo Talamonti, der im ersten Teil Graf Porno und Detektiv Harry Holtz in einer Doppelrolle spielte, diesmal nur den Detektiv gibt.
Hier wie auch später achtete Produzent Alois Brummer stets darauf, dass die Kosten bei Herstellung seiner Filme möglichst gering blieben. Dazu hieß es im Spiegel: „Die Mädchen werden von Mädchen dargestellt – Stripperinnen oder auch Schauspiel-Elevinnen vor dem Durchbruch. Brummer findet sie mit Hilfe von Kleinanzeigen, und wenn er ihre einwandfreie Beschaffenheit festgestellt hat, engagiert er sie gegen niedriges Honorar. Denn Sparsamkeit, Brummers bayrisch-bäuerisches Erbgut, lenkt den Produktionsprozeß. Mögen andere eine Szene siebenmal filmen, Brummer läßt sie nur dreimal drehen. Atelier kostet Geld – Brummer kurbelt in den Kellern, auf den Treppen und den Wohnräumen seines Heimes.“

## Rezeption
„Geistreich sind’s nicht, meine Filme, aber geistreiche Filme sind auch kein Geschäft.“

In Filme 1965/70 ist Folgendes zu lesen: „An einem dürftigen Handlungsfaden werden laufend Nacktheiten und Sexualakte aneinandergereiht, der Dialog strotzt von Zoten und Zweideutigkeiten. Eine grobe Mißachtung menschlicher Würde und sexueller Sinnerfüllung.“